# Елльмау
Елльмау (нім. Ellmau) — містечко й громада округу Куфштайн у землі Тіроль, Австрія.
Елльмау лежить на висоті 820 м над рівнем моря і займає площу 36,4 км². Громада налічує 2659 мешканців.
Густота населення 73/км².
Елльмау лежить біля підніжжя Вільдер Кайзер у регіоні, який носить назву Зелльланд.
|                                  |
| Елльмау на мапі округу та землі. |

 Адреса управління громади: Dorf 20, 6352 Ellmau.

## Галерея

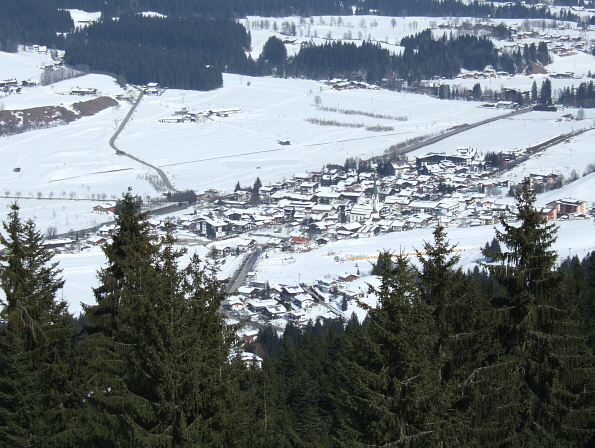
Елльмау взимку
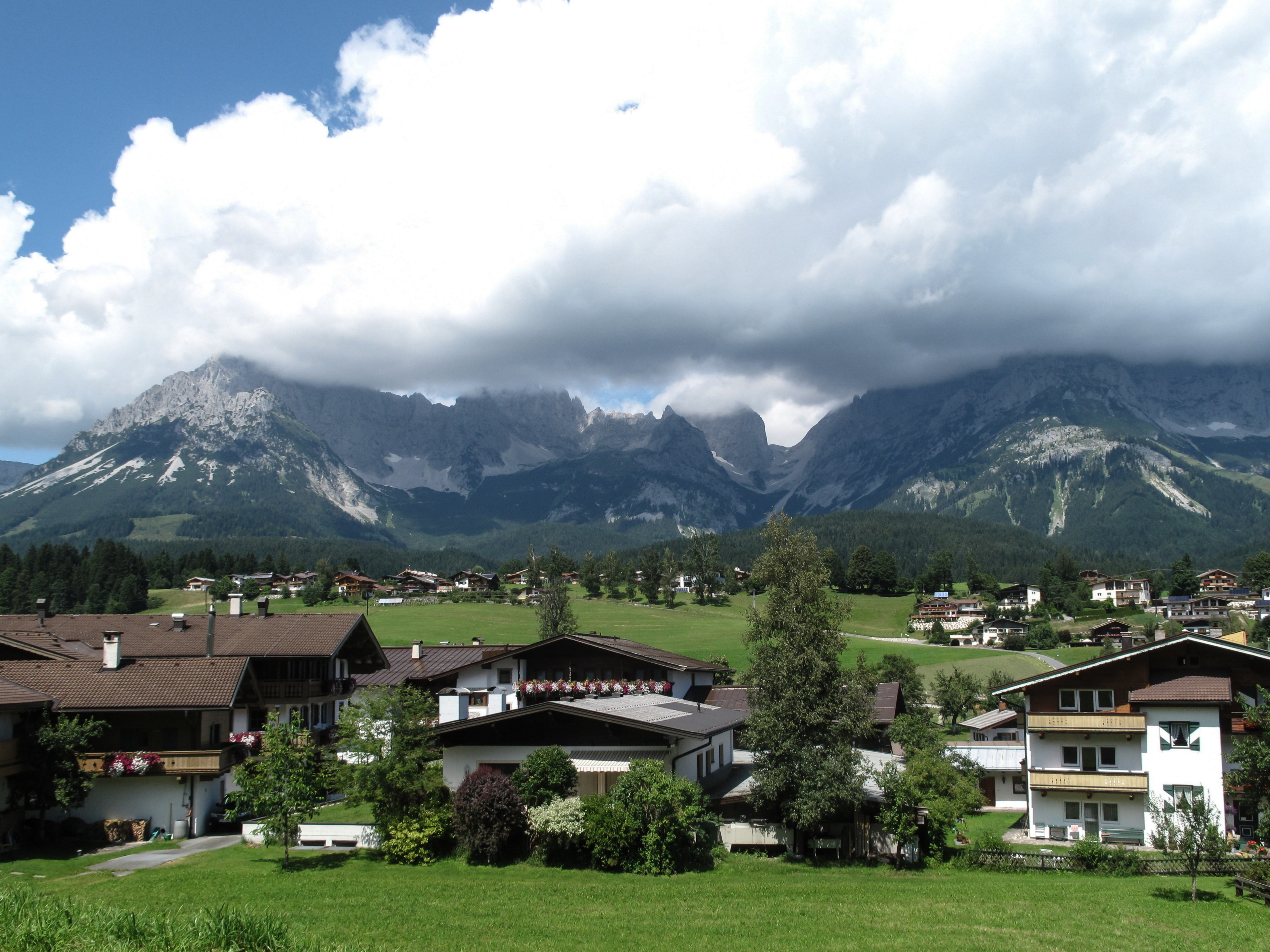
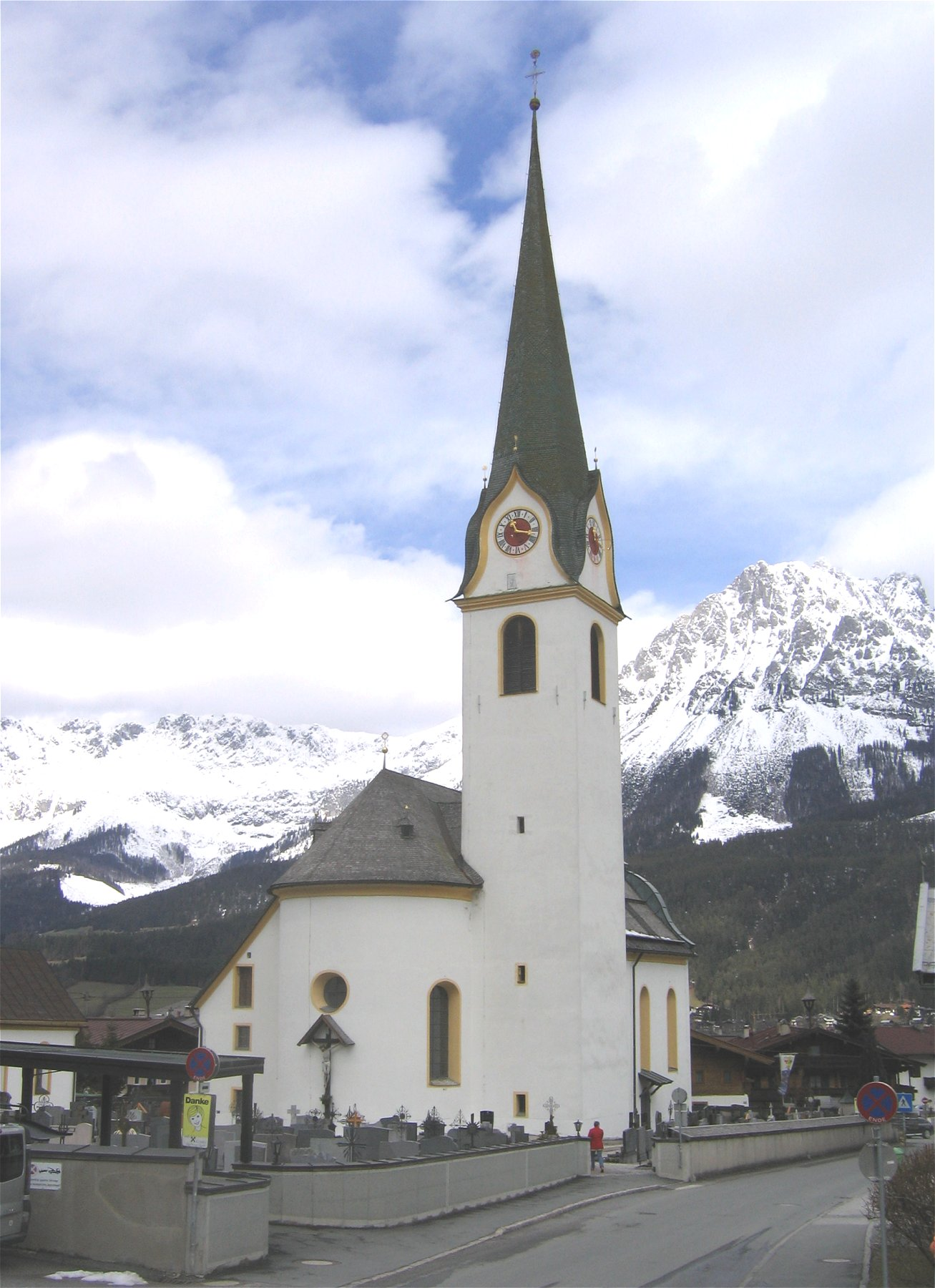
Церква св. Михайла
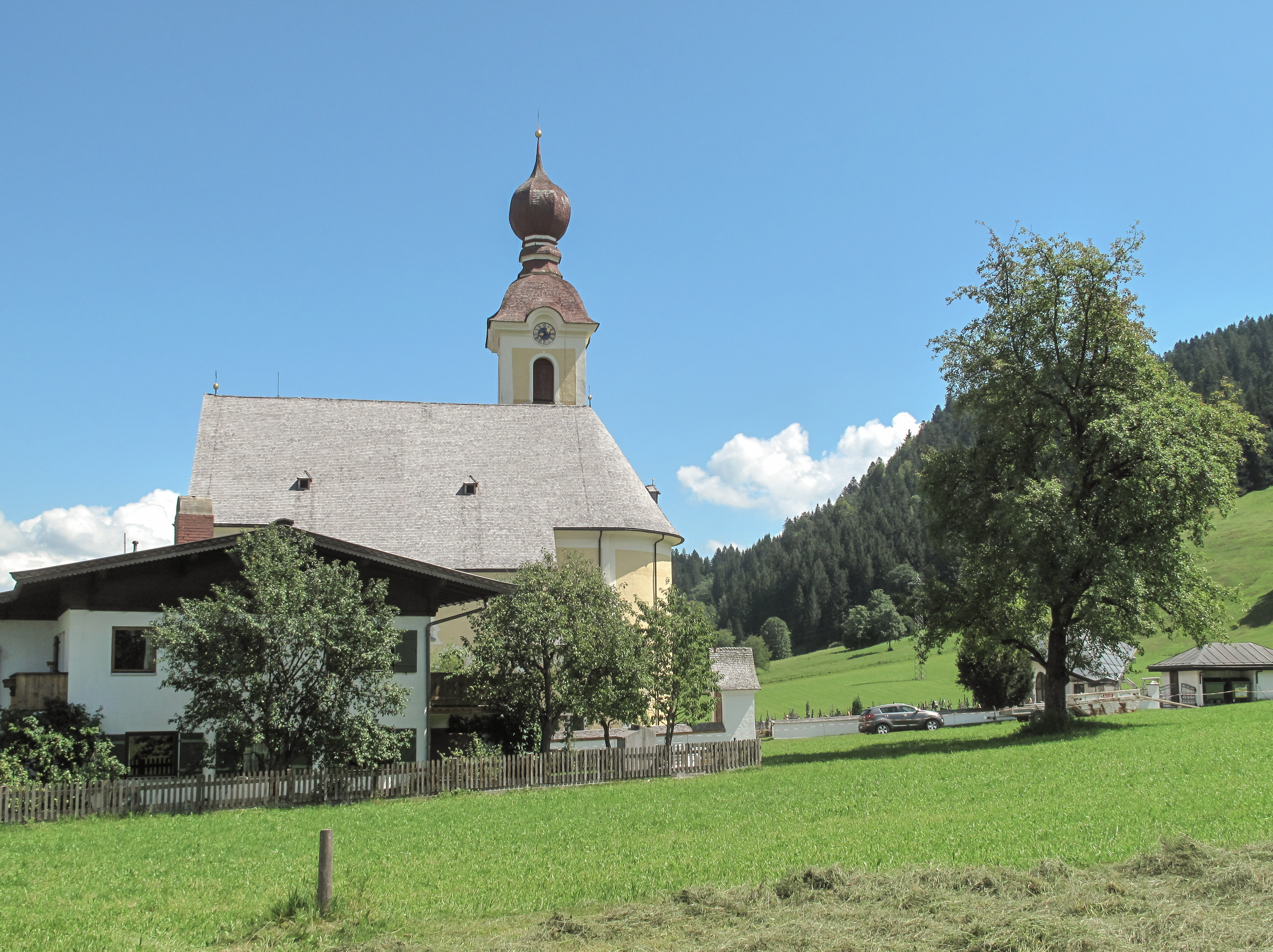
Капличка між Елльмау та Гоїнгом